# 桜台 (柏市)
桜台（さくらだい）は、千葉県柏市の地名。郵便番号は277-0012。住居表示実施済み。

## 地理
柏市中央部に位置する。北は柏、東は東台本町、南は東、西は東上町に隣接する。

### 地価
住宅地の地価は、2014年（平成26年）1月1日の公示地価によれば、桜台12-11の地点で13万5000円/m2となっている。

## 世帯数と人口
2017年（平成29年）10月31日現在の世帯数と人口は以下の通りである。
| 町丁 | 世帯数  | 人口    |
| ---- | ------- | ------- |
| 桜台 | 719世帯 | 1,373人 |

## 小・中学校の学区
市立小・中学校に通う場合、学区は以下の通りとなる。
| 番地 | 小学校             | 中学校             |
| ---- | ------------------ | ------------------ |
| 全域 | 柏市立柏第五小学校 | 柏市立柏第二中学校 |

## 交通

### 鉄道
最寄駅はJR・東武柏駅である。

### 道路
- 国道16号

## 施設
- 桜台保育園